# Kościół św. Rodziny w Przedczu

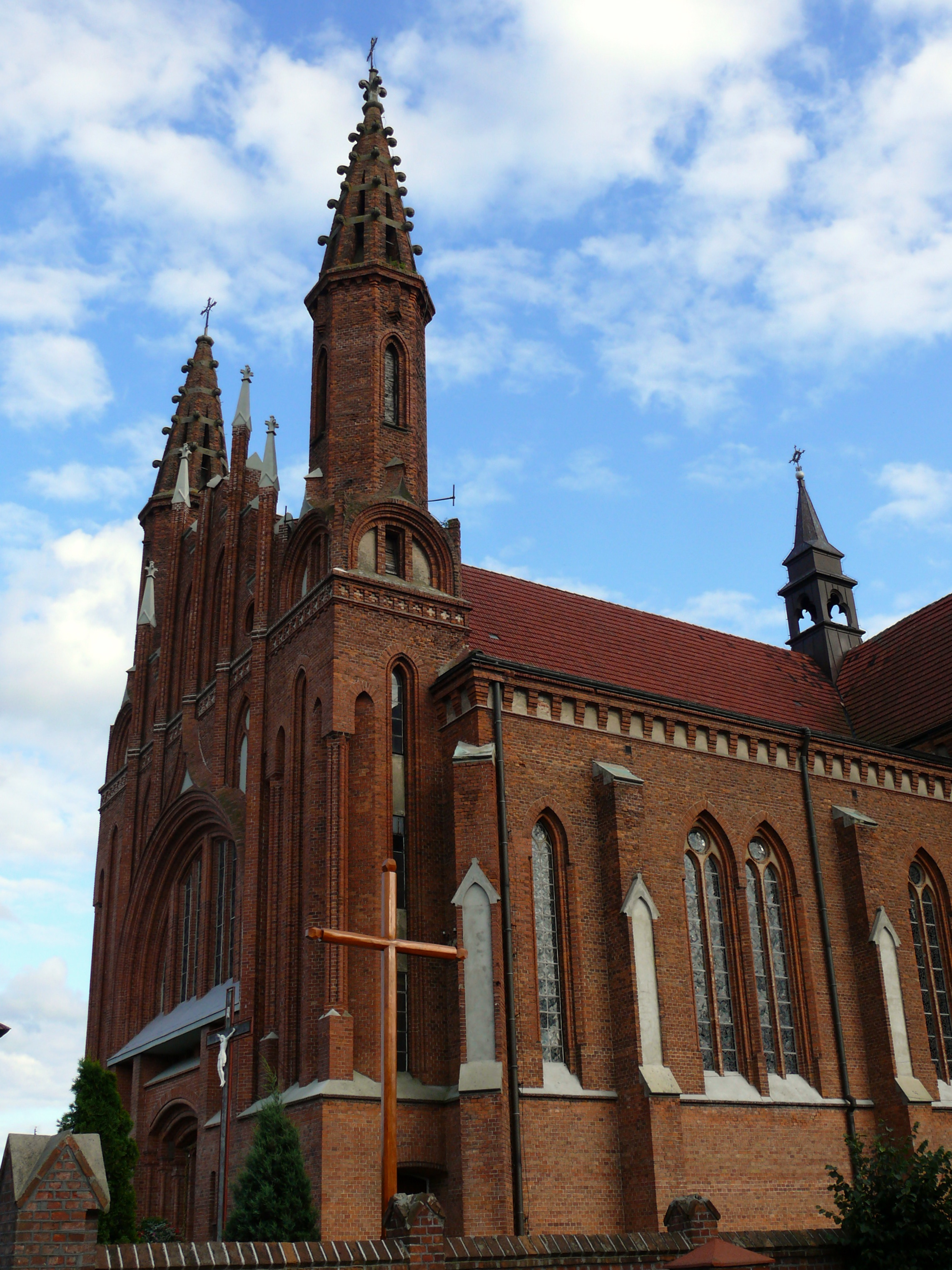
Kościół Świętej Rodziny

Kościół św. Rodziny w Przedczu – neogotycki kościół w parafii pw. Świętej Rodziny w Przedczu. Powstał w 1909 roku.

## Historia budowy
Budowa kościoła rozpoczęła się wiosną 1904 roku. Fakt, iż parafianie pomagali pracą oraz dysponowali własnym sprzętem sprawił, że koszty wielkiej i okazałej budowli wypadły stosunkowo nisko. Cegłę wypalano we własnej cegielni, a do robienia modelowej cegły sprowadzono maszynę, dzięki czemu cena jej wynosząca w fabryce zwykle 25–50 rubli, wyniosła zaledwie 15 rubli za tysiąc sztuk. W sierpniu tego samego roku ksiądz Franciszek Stopierzyński z Włocławka dokonał poświęcenia fundamentów, a w roku 1906 ukończono roboty murarskie. Użyto do tego 220 sążni kamieni polnych, milion dwieście tysięcy cegły, w tym ponad 200 tysięcy modelowej, 25 wagonów wapna, 5 wagonów cementu. Dwa witraże prezbiterium kosztowały, według rachunku złożonego przez Alexego Baytela z Warszawy, 715 rubli i 20 kopiejek. Dodatkowo zebrano z drobnych składek 1000 rubli. Resztę pokrył ksiądz proboszcz Józef Ornastowski.
W 1907 roku ustawiono ołtarz wielki, tak jak wszystkie, neogotycki. Ołtarz wykonano z dębowego drzewa z rzeźbami świętych: Joachima i Anny. W samej górze, w zwieńczeniu, umieszczono figurę Najświętszej Panny Marii Niepokalanie Poczętej i dwóch trąbiących aniołów. W miejscu centralnym ołtarza, znajduje się obraz Świętej Rodziny, pod której wezwaniem jest kościół.
W dolnej części ołtarza umieszczono płaskorzeźbę Ostatniej Wieczerzy i czterech ewangelistów. Ołtarz wykonał Zakład Rzeźbiarski Nowakowskiego z Poznania za 4500 rubli (w kwocie tej mieściła się dostawa i cło). Budowę zakończono w 1909 roku.
Fasada kościoła, portal i wieże wzorowane były na kościele Świętej Anny w Wilnie. Najokazalsze świątynie nawiązujące do tego stylu wznosił Józef Pius Dziekoński (1844–1927), najwybitniejszy przedstawiciel historyzmu w architekturze. Za kosztorys i plan pobrał wynagrodzenie w kwocie 400 rubli.